# Domingos Vieira
Domingos Vieira (* 2. Mai 1775 in Porto; † 4. Mai 1857 in Baião (Portugal)) war ein portugiesischer Augustinermönch, Theologe, Romanist, Lusitanist und Lexikograf.

## Leben und Werk
Vieira studierte Theologie in Coimbra. Er promovierte dort und lehrte in Coimbra und Braga. Im Alter zog er sich mit seiner Bibliothek und seinen Manuskripten nach Mesquinhata bei Baião zurück. 
Vieira hinterließ umfangreiche Materialien zu einem großen Wörterbuch des Portugiesischen, das unter vornehmlicher Mitwirkung von Francisco Adolfo Coelho 15 Jahre nach seinem Tod auf 5430 Seiten herausgegeben wurde, dann aber keine weiteren Auflagen erlebte.

## Werke
- Grande diccionario portuguez, ou Thesouro da lingua portuguesa, pelo Dr. frei Domingos Vieira.   Publicação feita sobre o manuscripto original, inteiramente revisto e consideravelmente augmentado, 5 Bde., Porto 1871-1874 (1/248+836 Seiten, 2/80+1159 Seiten, 3/1360 Seiten, 4/1037 Seiten, 5/1038 Seiten; Einführung I, “Sobre a lingua portugueza”, von F. Adolpho Coelho. Einführung II, “Sobre a litteratura portugueza”, von Teófilo Braga)
- Ordem dos eremitas de Santo Agostinho em Portugal (1256-1834). Edicão da colleccão de memórias de Frei Domingos Vieira, OESA, hrsg. von  Carlos A. Moreira Azevedo, Lissabon 2011 (S. 12–13, biografische Information über Domingos Vieira)